# Архип, Виктор
Виктор Архип (род. 24 февраля 1990, Кишинёв, Молдавия) — молдавский и российский регбист, игрок клуба «Красный Яр» и национальной сборной России. Выступает на позиции лока (замка).

## Биография

### Клубная карьера
Начал играть в регби за местный университетский клуб «Блумарин». В Молдавии провел два года, после чего перебрался в  румынский «Динамо Бухарест», в составе которого играл старший брат. Сначала играл в юниорской команде, потом уже во взрослой. Вскоре брат уехал в «Енисей-СТМ», а Виктор перешел в команду «Констанца». Отыграв там сезон перебрался вслед за братом в «Енисей-СТМ», где дважды выигрывал золото чемпионата.
В 2013 году принял участие в Матче всех звёзд ПРЛ.
В ноябре 2013 перешел в стан основных соперников — команду «Красный Яр». Свое решение мотивировал сменой обстановки и возможностью поработать с тренером Сиуа «Джошем» Таумалоло, а также большой молдавской диаспорой в клубе. Тренер «Енисей-СТМ» Первухин заявил, что Виктор «сдал» команду и парней. В 2015 году стал чемпионом в третий раз.
29 декабря 2018 года присвоено звание мастер спорта России.

### Карьера в сборной
Выступал до 2021 года за сборную Молдавии. С января 2022 по новым правилам натурализации World Rugby выбрал для продолжения карьеры сборную России. Дебютировал за сборную России в официальных матчах 5 февраля 2022 в игре против сборной Румынии.

### Семья
Супруга — Анастасия, есть дочь. Старший брат — Дмитрий.